# Gambito turco
Gambito Turco (Турецкий гамбит-Turetsky Gambit) es una novela de intriga y espionaje del escritor ruso Borís Akunin, publicada originariamente en 1998. Ambientada en Bulgaria durante la guerra ruso-turca (1877-1878), la joven Varvara Suvórova viaja desde San Petersburgo hasta el frente de guerra búlgaro en busca de su novio. Después de una serie de vicisitudes entra al servicio del ejército ruso bajo las órdenes del consejero titular de espionaje ruso Erast Fandorin. 
Una serie de sucesivos errores, por uno de los cuales el novio de Suvórova es encarcelado, el ejército ruso no logra rematar lo que parece el final de una guerra en la que lleva ventaja. Todas las pistas inducen a la existencia de un traidor entre el grupo de corresponsales extranjeros y la cúpula de ejército ruso y sus ayudantes rumanos.
La trama de la novela se va desarrollando entre la intriga y el contexto histórico hasta el sorprendente final en el que mezcla la trama personal con un posible cambio en la historia de haberse desarrollado los acontecimientos como pretendían determinados personajes de la novela.

## Adaptación cinematográfica
- "Gambito turco"

- Datos: Q1886719